# Leonid Ivanov
Leonid Georgyevich Ivanov (Safanovo, 25 de junho de 1950 – Akhtúbinsk, 24 de outubro de 1980) foi um cosmonauta da União Soviética. Contudo, ele perdeu a vida em um acidente aéreo sem ter a chance de participar de nenhuma missão espacial.

## História
Leonid Ivanov nasceu em Safanovo, imediações de Smolensk, na Rússia, na época parte do vasto território da União Soviética. Ingressando na academia da Força Aérea Soviética em Kachinsk, ele graduou-se em 1971, passando a atuar como piloto de combate. Passou a servir como membro de uma unidade na cidade Mukachevo, no distrito militar de Prikarpat. Em 1976 ele foi selecionado como uma dos membros da turma de cosmonautas TsPK. Essa foi uma das diversas turmas selecionadas para formar cosmonautas cuja missão era realizar missões a bordo do ônibus espacial Buran, a primeira nave reutilizável da União Soviética, na verdade uma resposta do Kremlin a este tipo de nave que os Estados Unidos já haviam anunciado que estavam a construir. Ivanov passou imediatamente a realizar seu treinamento básico para tornar-se cosmonauta. Contudo, havendo se graduado como piloto de testes de terceira classe, continuou a perseguir também o título de piloto de testes de segunda classe. Para tal, deslocou-se para a academia aérea de Akhtubinsk, passando a treinar para a obtenção deste título. Como parte dos treinamentos deste curso, em 24 de outubro de 1980, ele decolou a bordo de um caça Mig-27, para a realização de diferentes manobras. Contudo, durante o voo, ele perdeu o controle da aeronave, não conseguindo retirá-la de um giro, vindo a cair ao solo antes que ele pudesse acionar seu acento ejetor. Ivanov teve morte instantânea. Seus resots mortais foram recuperados e conduzido à cidade de Leonikha, perto da Cidade das Estrelas, onde ele foi sepultado com todas as honras.